# Andrés Sapelak
Andrés Sapelak (Wiązownica, 13 december 1919 - Vynnyky (Lviv), 6 november 2017) was een Argentijns bisschop van de Oosters-katholieke kerken.

## Biografie
Sapelak werd in 1949 tot priester gewijd. In 1961 werd hij tot bisschop gewijd en werd hij bisschop van Sebastopolis. In 1968 werd hij bisschop van de Oekraïense Grieks-katholieke Kerk in het bisdom Santa María del Patricinio in Buenos Aires. Hij ging in emeritaat in 1997.
Anno 2017 en tot aan zijn overlijden was Sapelak de oudst nog levende bisschop van de Oosters-katholieke kerken.
- Gemeinsame Normdatei: 140237305
- International Standard Name Identifier: 0000 0001 1782 7563
- Library of Congress Control Number: n99033431
- Nationale Bibliotheek van Tsjechië: js2010613028
- Virtual International Authority File: 161575947
- WorldCat: E39PBJy4ghrkGKHHPfyKqPdWjC